# Ituglanis
Ituglanis é um gênero de peixes da família Trichomycteridae. Ocorre na América do Sul.

## Nomenclatura e taxonomia
O gênero foi descrito por Wilson José Eduardo Moreira da Costa e Flávio Alicino Bockmann em 1993. Tradicionalmente está classificado na subfamília Trichomycterinae, entretanto, alguns autores demonstraram que Ituglanis e Scleronema formam um clado irmão com as subfamílias Tridentinae, Stegophilinae, Vandelliinae, Sarcoglanidinae e Glanapteryginae (clado TSVSG), fazendo com que Trichomycterinae torne-se parafilética. Em 2010, um estudo morfológico demonstrou que as características propostas para suportar uma afinidade entre o Ituglanis e Scleronema com o clado TSVSG, ou são inválidas ou são homoplásicas. Ituglanis é considerado monofilético, entretanto, as relações internas do gênero são pouco conhecidas.
27 espécies são reconhecidas:
- Ituglanis agreste Lima, Neves & Campos-Paiva, 2013
- Ituglanis amazonicus Steindachner, 1882
- Ituglanis apteryx Datovo, 2014
- Ituglanis australis Datovo & de Pinna, 2014
- Ituglanis bambui Bichuette & Trajano, 2004
- Ituglanis boitata Ferrer, Donin & Malabarba, 2015
- Ituglanis boticario Rizzato & Bichuette, 2014
- Ituglanis cahyensis Sarmento-Soares, Martins-Pinheiro, Aranda & Chamon, 2006
- Ituglanis compactus Castro & Wosiacki, 2017
- Ituglanis eichorniarum A. Miranda-Ribeiro, 1912
- Ituglanis epikarsticus Bichuette & Trajano, 2004
- Ituglanis goya Datovo, Aquino & Langeani, 2016
- Ituglanis gracilior C. H. Eigenmann, 1912
- Ituglanis guayaberensis Dahl, 1960
- Ituglanis herberti P. Miranda-Ribeiro, 1940
- Ituglanis ina Wosiacki, Dutra & Mendonça, 2012
- Ituglanis laticeps Kner, 1863
- Ituglanis macunaima Datovo & Landim, 2005
- Ituglanis mambai Bichuette & Trajano, 2008
- Ituglanis metae C. H. Eigenmann, 1917
- Ituglanis nebulosus de Pinna & Keith, 2003
- Ituglanis paraguassuensis Campos-Paiva & Costa, 2007
- Ituglanis parahybae C. H. Eigenmann, 1918
- Ituglanis parkoi P. Miranda-Ribeiro, 1944
- Ituglanis passensis Fernández & Bichuette, 2002
- Ituglanis proops A. Miranda-Ribeiro, 1908
- Ituglanis ramiroi Bichuette & Trajano, 2004